# 山崎町 おとなの時間
『山崎町 おとなの時間』（やまさきまち おとなのじかん）は、2008年4月7日から2010年9月27日まで熊本放送運営のRKKラジオで放送されていたラジオ番組。
“知る”をテーマにした教養番組で、30代後半以降の男性層をターゲットにした内容で放送。リスナーへの情報伝達に終始することなく、様々な考え方も提案していくことをコンセプトにしていた。番組タイトルにある山崎町（やまさきまち）とは、RKK本社所在地の熊本市中央区山崎町のことである。
神奈川県横浜市にある放送ライブラリーには、2008年5月12日放送分の音声データが保存・公開されている。

## パーソナリティ
- 山田法子（RKKアナウンサー） - 2008年4月7日から2009年9月28日まで出演。
- 上田啓介（映像ディレクター、くりぃむしちゅー・上田晋也の兄）
- 木林淳寛（熊本学園大学教授、元RKKアナウンサー）
- 野溝美子（RKKアナウンサー） - 番組を卒業した山田に替わって出演。

## 放送時間
いずれも日本標準時。プロ野球ナイターシーズン中（4月から9月まで）とシーズンオフ（10月から翌年3月まで）とで放送日時が入れ替わっていた。
- 月曜 19:00 - 19:50（2008年4月7日 - 2008年9月22日）
- 木曜 20:00 - 20:50（2008年10月2日 - 2009年3月26日）
- 月曜 19:10 - 20:00（2009年4月6日 - 2009年9月28日）
- 火曜 20:00 - 20:50（2009年10月6日 - 2010年3月30日）
- 月曜 19:10 - 20:00（2010年4月5日 - 2010年9月27日）

## 番組コーナー

### 毎回実施する企画
weekly news
1週間のニュースを紹介し、それに対して木林と上田がコメントする。
ルネッサンス 日本のうたことば
木林が独自の視点で歌謡曲を分析する。
上田どうよ
上田がメッセージや世の中に突っ込むコーナー。

### 月一企画
芸能界ここだけの話
芸能リポーターの梨元勝がここだけしか話せない芸能情報を伝えるコーナー。
熊本の水考えよう
RKKラジオパーソナリティの小松士郎が熊本の水環境を紹介するコーナー。
法子の一押し
山田が自らのおすすめグッズを紹介するコーナー。2009年9月28日終了。
月曜（木曜）チェック
ありとあらゆる質問で木林と上田の人間性をあらわにするコーナー。
山崎町なぞかけ教室
毎回出されるお題でリスナーがなぞかけを作るコーナー。優秀賞には豪華記念品がプレゼントされる。